# SLC12A3
El cotransportador de sodio-cloruro (también conocido como  NCC, o como cotransportador Na+-Cl− sensible a tiazidas) es una proteína transmembranal que se encuentra en el riñón de distintas especies y tiene la función de transportar iones de sodio y cloruro (con una estequiometría 1:1) del líquido tubular hacia las células del túbulo contorneado distal de la nefrona . Es un miembro de la familia de transportadores SLC12, los cotransportadores electroneutros de cloruro acoplados a cationes. En los humanos, está codificado por el gen SLC12A3 localizado en el cromosoma 16q13 . 

## Biología molecular
El cotransportador de sodio-cloruro o NCC es un miembro de la familia de cotransportadores SLC12 de cotransportadores electroneutros de cloruro acoplados a cationes, junto con los cotransportadores de potasio-cloruro (cotransportadores K + -Cl − o KCC), los cotransportadores de sodio-potasio-cloruro (cotransportadores Na + -K + -Cl − o NKCC). La estructura primaria del NCC tiene un alto grado de identidad entre diferentes especies de mamíferos (más del 90% entre humanos, ratas y ratones). El gen SLC12A3 codifica una proteína de 1,002 a 1,030 aminoácidos . NCC es una proteína transmembrana, que se presume contiene 12 dominios transmembrana con dominios amino y carboxilo terminales intracelulares. La proteína NCC forma homodímeros en la membrana plasmática.
La N-glicosilación ocurre en dos sitios en un asa extracelular que conecta dos segmentos transmembrana. Esta modificación postraduccional es necesaria para el correcto plegamiento y transporte de la proteína a la membrana plasmática . 

## Función
NCC está ubicado en la membrana apical del túbulo contorneado distal de la nefrona. Utilizando el gradiente de sodio a través de la membrana apical de las células del túbulo contorneado distal, NCC transporta Na + y Cl − desde el líquido tubular hacia el interior estas células. Posteriormente, el Na + es bombeado fuera de la célula, regresando a la circulación, por la ATPasa Na+-K + ubicada en la membrana basolateral, mientras que el Cl − sale de las células a través del canal de cloruro basolateral ClC-Kb . El NCC es responsable de la absorción del 5% de la sal filtrada en el glomérulo . Se sabe que la actividad de NCC tiene dos mecanismos de control que afectan el tráfico de proteínas a la membrana plasmática y la cinética del transportador mediante la fosforilación y desfosforilación de residuos de serina/treonina altamente conservados.
Además, muchos residuos de NCC pueden fosforilarse o desfosforilarse para activar o inhibir respecivamente la captación de Na + y Cl− por parte de NCC. Otros moduladores de NCC, incluidos la depleción de cloruro intracelular, la angiotensina II, la aldosterona y la vasopresina, pueden regular la actividad de NCC mediante la fosforilación dichos sitios.    La actividad de NCC puede ser inhibida farmacológicamente por los diuréticos de tipo tiazida, por lo que estetransportador también se conoce como cotransportador Na+-Cl − sensible a las tiazidas. 

## Patología

### Síndrome de Gitelman
La pérdida de la función del NCC se asocia con el síndrome de Gitelman, una enfermedad genética autosómica recesiva caracterizada por pérdida de sal y presión arterial baja, alcalosis metabólica hipokalémica, hipomagnesemia e hipocalciuria. 
Se han descrito más de cien mutaciones diferentes en el gen que codifica a NCC como causantes del síndrome de Gitelman, incluidas las mutaciones sin sentido, las mutaciones con cambio de marco y las mutaciones en el sitio de empalme.

### Hipertensión y presión arterial
También se ha implicado al NCC en el control de la presión arterial en la población general, con polimorfismos comunes y mutaciones raras que alteran la función del NCC, la reabsorción renal de sal y, presumiblemente, la presión arterial. Se ha descubierto que las personas con mutaciones raras en los genes responsables del control de la sal en el riñón, incluido el NCC, tienen una presión arterial más baja que los controles .  El NCC que alberga estas mutaciones tiene una función menor que el cotransportador de tipo salvaje, aunque algunas mutaciones encontradas en individuos de la población abierta parecen ser menos perjudiciales para la función del cotransportador que las mutaciones en individuos con síndrome de Gitelman. 
Además, los portadores heterocigotos de mutaciones que causan el síndrome de Gitelman (es decir, individuos que tienen una mutación en uno de los dos alelos y no padecen la enfermedad) tienen una presión arterial más baja que los no portadores de la misma familia. 

### Pseudohipoaldosteronismo tipo II
El pseudohipoaldosteronismo tipo II (PHA2), también conocido como síndrome de Gordon o hipertensión hipercalémica familiar (FHHt), es una enfermedad autosómica dominante en la que hay un aumento de la actividad de la NCC que conduce a baja estatura, aumento de la presión arterial, aumento de los niveles séricos de K +, aumento de la excreción urinaria de calcio y acidosis metabólica hiperclorémica. Sin embargo, la PHA2 no es causada por mutaciones dentro del gen SLC12A3 (correspondiente a NCC), sino por mutaciones en los reguladores NCC WNK1, WNK4, KLHL3 y CUL3. Los pacientes responden bien al tratamiento con diuréticos de tipo tiazida.